# Дні (2020)
Дні ( Китайська: 日子) - тайванський драматичний фільм 2020 року режисера Цая Мінляна. Його відібрали для участі у конкурсі за « Золотого ведмедя» в головній конкурсній секції  70-ого Берлінського міжнародному кінофестивалі . Він виграв премію Тедді на 70-му Берлінале.
Як це типово для багатьох фільмів Цай Мінляну "Дні" - мінімалістичні, мають дуже повільний темп і майже немають діалогів. Фільм також потрібно переглядати без субтитрів.    Лі Кан-шен грає Кана, а персонажа Нона грає Анонг Хунгхюангсі, лаоський іммігрант. Це його перша роль у кіно.  

## Синопсис
Мінімалістичні сцени демонструюсть повсякденне життя   чоловіка  середнього класу  по імені Кан (Лі) та молодого хлопця Нона (Хунгхуангі). Кан живе один,  у своєму великому будинку з видом на ставок із золотими рибками у своєму задньому дворі. Нон живе у бідній, напівпокинутий квартирі. Його день починається з релігійного поклоніння біля вівтаря. Потім він виконує домашні справи, миє овочі. Кан їде до міста, шукаючи лікування болю в голові та шиї. Після сеансу акупунктури він йде на масаж у салоні, де працює Нон. Кан платить Нону після закінчення масажу всього тіла, а також дарує йому подарунок - невелику музичну скриньку. Кан дивиться, як Нон включає її, а потім ділиться з ним їжею в сусідньому ресторані швидкого харчування. Після їжі двоє розлучаються, а Нон відпочиває на лавці. Він знову включає музичну скриньку, але її не почути через шум на  дорозі.

## Актори
- Лі Каншен у ролі Кана
- Анонг Хунгхюангсі у ролі Non

## Виробництво
Знімальний період відбувався у 2014 році  під час і після його Цай Мінлян, Лі Кан-шен, Клод Ван та оператор відвідали театральний тур в Європі, а потім медичне лікування в Гонконзі для Лі, яке також було знято на камеру.  Перша сцена фільму була знята у домі Цая Мінляна на Тайвані.  У 2017 році Цай познайомився з Хунгхенгансі, вони підтримували контакт через інтернет, завдяки чому  Цай побачив майстерність Хунгеуангсі в кулінарії.  Деякі вже зняті сцени з участю Лі не використовували у філмі  і Цай поїхав до Бангкока для зйомок на місці    сцен у яких Хунгеуансі готував їжу.  Цай обговорив зі своїм оператором способи включення заснятих кадрів у фільм.  Фільм пройшов тривалу постпродукцію на Тайвані. У травні та червні 2019 року Цай заручився фінансуванням Служби суспільного телебачення для завершення постпродукції.  До виходу " Днів" Цай Мінлян обговорював фільм, не давая його назви, заявивши, що він працював, не маючи  концепції для фільму, додавши лише, що в ньому взяли участь Лі Кан-шен та інший актор. 

## Нагороди та покази
На 70-му Берлінському міжнародному кінофестивалі Дні були вибрані щоб конкурувати за  «Золотого ведмедя» у головній конкурсній секції.   Він виграв премію Тедді на 70-му Берлінале. 
Його прем'єра в США була запланована на квітень 2020 року в Музеї сучасного мистецтва . Через пандемію COVID-19 цей показ було скасовано. Фільм був показаний на кінофестивалі в Нью-Йорку 2020 року. 

## Зовнішні посилання
- Days на сайті IMDb (англ.)